# Santiago da Guarda
Santiago da Guarda ist eine Gemeinde (Freguesia) im portugiesischen Kreis Ansião. In ihr leben 2652 Einwohner (Stand 19. April 2021).